# Атаяльська мова
Атаяльська мова — мова народу атаял, поширена на півночі Тайваню, належить до тайванських мов, австронезійської мовної сім'ї. Існує два основних діалекти скулік (squliq) та ц’улі’ (c’uli’) (або ц’оле’ — c’ole’).
Кількість мовців — 84330. Станом на 2009 рік видано Атаяльсько-англійський словник за авторством Сьорена Егерода і кілька граматик атаяльської мови.
У 2002 мовою перекладена «Біблія».

## Розповсюдження
Мовою говорять в центрі острова Тайвань — в префектурах Нанту та Тайчжун, на півдні — в префектурах Сіньчжу і Мяолі, а також на півночі в Тайбеї та Таоюані.

## Орфографія
Найчастіше атаяльська мова записується латиницею. Сполучення літер ⟨ng⟩ читається, як носовий задньоязиковий приголосний. Апостроф (') — гортанну змичку. У деяких джерелах ⟨ḳ⟩ використовується для позначення звуку /q/, а ⟨č š ž⟩ для /tʃ ʃ ʒ/.
У деяких, але не у всіх діалектах, шва /ə/ часто опускається на письмі, результатом чого є накопичення приголосних в написаному слові (наприклад pspngun /pəsəpəŋun/).
Вимова деяких літер часто відрізняється від прийнятої системою IPA. Наприклад: літера ⟨b⟩ позначає звук /β/, ⟨c⟩ - /ts/, ⟨g⟩ - /ɣ/, ⟨y⟩ - /j/, а ⟨z⟩ - /ʒ/.

## Фонетика
Діалекти значно відрізняються за своєю фонетикою. Нижче наведено голосні та приголосні звуки одного з діалектів атаяльської мови. 

### Голосні
|                              | Голосний переднього ряду | Голосний середнього ряду | Голосний заднього ряду |
| ---------------------------- | ------------------------ | ------------------------ | ---------------------- |
| Голосний високого підняття   | i                        |                          | u                      |
| Голосний середнього підняття | e                        | ə                        | o                      |
| Голосний низького підняття   |                          | a                        |                        |

### Приголосні
|                    |                    | губно-губні | ясенні | заясенні | середньопіднебінний | задньоязиковий | увулярні | глотковий | гортанний |
| ------------------ | ------------------ | ----------- | ------ | -------- | ------------------- | -------------- | -------- | --------- | --------- |
| проривні           | проривні           | p           | t      |          |                     | k              | q        |           | ʔ         |
| африкат            | африкат            |             | ts <c> |          |                     |                |          |           |           |
| фрикативні         | глухий             |             | s      |          |                     | x              |          | ħ <h>     |           |
| фрикативні         | дзвінкий           | β           |        |          |                     | ɣ <g>          |          |           |           |
| носові             | носові             | m           | n      |          |                     | ŋ              |          |           |           |
| дрижачий           | дрижачий           |             | r      |          |                     |                |          |           |           |
| Напівголосний звук | Напівголосний звук | w           |        | j <y>    |                     |                |          |           |           |

Більшість з цих звуків представлені і в інших тайванських мовах. Проте задньоязиковий фрикатив [x] характерний лише для атаяльської мови, проте не є надто частим і не може стояти на початку слова.